# Finnois de la Volga

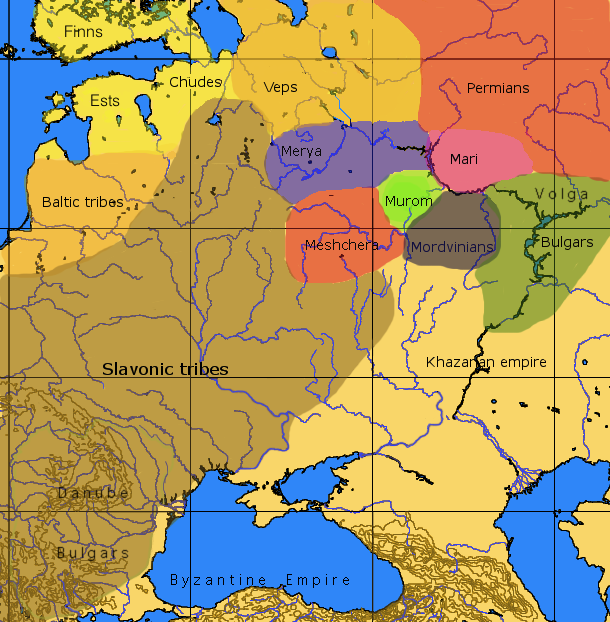
Carte des peuples finno-ougriens avant l'arrivée des Slaves.

Les Finnois de la Volga sont un peuple finno-ougrien de Russie dont les descendants actuels sont les Maris ou Tchérémisses, les Mordves qui parlent des langues finno-volgaïques,,.
Ils comprenaient aussi les Mériens, les Mouromiens et les Mechtchériens disparus par russification.